# Тевдорадзе, Отар Лаврентьевич
Отар Лаврентьевич Тевдорадзе (1 мая 1923, Кутаиси, ЗСФСР, СССР — 22 августа 1983, Тбилиси, Грузинская ССР, СССР) — композитор. Заслуженный деятель искусств Грузинской ССР (1961) и Абхазской АССР (1973). Народный артист Грузинской ССР (1982).

## Биография
В 1941—1943 годах служил в армии. В 1949 году окончил Тбилисскую консерваторию по классу композиции Андрея Мелитоновича Баланчивадзе. В 1949—1956 годах преподаватель Сухумского музыкального училища в Сухуми и заведующий музыкальной частью Сухумского драматического театра. В 1957—1961 годах директор музыкального училища и школы в Тбилиси. С 1963 главный консультант отдела симфонической, камерной и эстрадной музыки Грузинской филармонии. С 1974 года — художественный руководитель Союза музыкальных ансамблей Грузии.

## Сочинения

### Оперы
- Легенда о Тбилиси (Тбилиси, 1960, Грузинский театр оперы и балета),
- Свет и тень (Тбилиси, 1970)

### Оперетты
- День сюрпризов (Тбилиси, 1957),
- Швейк идет на войну (Тбилиси, 1967)

### Кантаты
- «Сельская» (слова Георгия Кучишвили, 1949),
- 1905 год (слова народные, 1951);

### Длясимфонического оркестра
- поэма «Рустави» (1948),
- сюита Танцевальная (1956),
- сюита Грузинская (1958),
- Торжественная увертюра (1961),
- симфонии: I (1964), II (1965), III (Юность, 1969);

### Дляфортепианои симфонического оркестра
- концерты: I (1946), II (1949), III (1978);

### Песни
(свыше 350) на слова грузинских, русских поэтов, в том числе: Обелиск, Медсестрам войны, Баллада о последнем, Живые, пойте о нас!, Зимние вёсны
За исполнение песни «Посвящение Эдит Пиаф» (музыка Отара Тевдорадзе, слова Ильи Резника) Тамара Гвердцители получила в 1988 году I премию на Международном конкурсе «Золотой Орфей» в Болгарии.
Музыка
к драматическим спектаклям (50) и кинофильмам.